# Nathaly López Borja

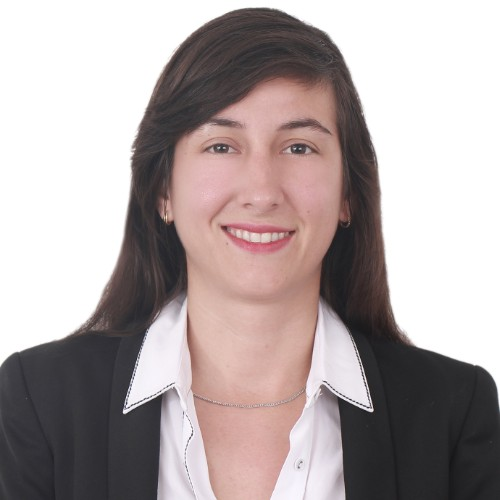
Nathaly López Borja

Nathaly Cristina López Borja (* 23. November 1987 in Guayaquil; † 28. März 2023 ebenda) war eine ecuadorianische Wirtschafts- und Finanzingenieurin. Sie zeichnete sich durch ihr Engagement im Kampf gegen Korruption in der Leitung des Teodoro-Maldonado-Carbo-Krankenhauses aus.

## Leben
López Borja besuchte von 1993 bis 2005 die Deutsche Schule Guayaquil, wo sie einen Bachelor-Abschluss in Wirtschaftsinformatik erwarb. Sie studierte ab 2007 an der Katholischen Universität Santiago de Guayaquil, die sie 2012 mit einem Abschluss als Ingenieurin für internationalen Handel und Finanzen verließ. Sie schloss von 2015 bis 2017 ein Masterstudium in Pädagogik am Instituto Tecnológico de Monterrey an und erwarb darüber hinaus von 2019 bis 2020 einen Master in Betriebswirtschaft an der Universidad Espíritu Santo. Ab 2021 promovierte sie dort im Fach Verwaltung und Management von Organisationen.
Neben ihrer beruflichen Tätigkeit engagierte sie sich ehrenamtlich an der Deutschen Schule Guayaquil und bei der Tierschutzorganisation Animal Rescue Foundation of Ecuador.

## Karriere
Nathaly López Borja arbeitete in den Jahren 2015 bis 2017 als Verwaltungsanalytikerin für die ecuadorianische Sozialversicherungsanstalt IESS (Instituto Ecuatoriano de Seguridad Social). Daneben war sie als Universitätsdozentin für strategisches Management an der Universidad Espíritu Santo tätig. Am 25. Oktober 2022 wurde sie zur Verwaltungsdirektorin des Teodoro-Maldonado-Carbo-Krankenhauses ernannt, einem Krankenhaus der IESS, mit Zuständigkeiten in den Bereichen öffentliche Auftragsvergabe sowie allgemeine Finanzplanung und Personalwesen.
López setzte Veränderungen in Beschaffungsprozessen um und untersuchte zusammen mit dem administrativen Team des Krankenhauses Korruptionsfälle. Sie hielt Pressekonferenzen ab und besuchte Medienanstalten, um über die laufende Arbeit und ihr Ziel, Auftragsvergaben transparenter zu gestalten und einen besseren Service für über die IESS krankenversicherte Arbeitnehmer und Rentner zu bieten, aufzuklären. López Borja identifizierte Korruptionsfälle aus früheren Verwaltungen bei administrativen, finanziellen, personalwirtschaftlichen und die Instandhaltung betreffenden öffentlichen Auftragsvergaben sowie in der Organisation der Leichenhalle, in der es in der Vergangenheit Fälle von Leichenhandel gegeben hatte. Ein staatsanwaltschaftliches Ermittlungsverfahren zur Untersuchung der Vorgänge in der Krankenhausverwaltung ab 2013 war in Vorbereitung, jedoch noch nicht initiiert. Sie koordinierte darüber hinaus Beschaffungsprozesse für Medikamente und Material mit der medizinischen Leitung des Krankenhauses, um Engpässe in der Apotheke zu vermeiden.

## Auftragsmord und Auswirkungen
Am Abend des 28. März 2023 befand sich López Borja gegen 20:30 Uhr in ihrem PKW auf dem Heimweg nach der Arbeit, als sie an der Kreuzung zur Hochstraße Pío Jaramillo Avenue von zwei Auftragskillern überfallen und durch Schüsse getötet wurde.
Noch in der gleichen Nacht reichten sechs Beamte in leitenden Positionen am Teodoro-Maldonado-Carbo-Krankenhaus ihren Rücktritt ein, weil sie Morddrohungen erhalten hatten. Weniger als 12 Stunden nach dem Verbrechen wurde über weitere Rücktrittsgesuche berichtet, rund zwanzig wurden über das Quipux-System registriert, die Plattform der ecuadorianischen Regierung, insgesamt neun wurden offiziell akzeptiert. Ärzte im Krankenhaus berichteten, dass mehrere Mitarbeiter Drohungen erhalten hatten. Eine Woche vor López’ Ermordung kursierten Fotos von Drohungen in den Aufzügen. Die Mitarbeiter hätten Angst gehabt, diese zu melden, weil sie vermuteten, dass ihre Kollegen Informationen weitergeben könnten. Die IESS forderte in der Folge die Behörden auf, diese Vorfälle zu untersuchen und die Verantwortlichen zur Rechenschaft zu ziehen.
Der Präsident der Republik, Guillermo Lasso, äußerte öffentlich sein Mitgefühl gegenüber Nathaly López’ Familie und bedauerte das Verbrechen. Der Vizepräsident der Republik, Alfredo Borrero, erklärte, dass das Verbrechen ein Schlag gegen das Gesundheitssystem sei, in dem sie mit „Professionalität und Menschlichkeit“ mitgewirkt habe. Gewalt und Korruption dürften nicht noch mehr unschuldige Leben fordern. „Die Verantwortlichen für dieses Verbrechen müssen vor Justiz und Gesellschaft zur Rechenschaft gezogen werden“, so Borrero. Der ehemalige Vizepräsident Ecuadors, Otto Sonnenholzner, zeigte sich in einem Interview auf Ecuavisa über die Tat entsetzt: „Sie war eine ehrenwerte junge Frau. Sie ist gestorben, um die Interessen der Ecuadorianer zu verteidigen und sich den kriminellen Banden dieses Krankenhauses zu widersetzen, die bis heute der Justiz entkommen.“
Die Generalstaatsanwaltschaft leitete eine Untersuchung wegen des Mordes an Nathaly López Borja ein. Die Nationale Polizei von Ecuador teilte mit, dass spezialisierte Einheiten eingesetzt wurden, um die Verantwortlichen für dieses Verbrechen festzunehmen. Der Vorfall gilt als erneute Bestätigung einer hohen Quote von Gewaltdelikten, die mit großen Sicherheitsbedenken innerhalb der Bevölkerung einhergeht. Nach einer Studie der mexikanischen Sicherheitsbehörden lag die Stadt Guayaquil im Jahr 2023 auf Platz 24 der gewalttätigsten Städte der Welt. Seit dem Angriff auf López stehen Beamte von drei Krankenhäusern aufgrund von Angriffen des organisierten Verbrechens unter Schutz und die Krankenhäuser des IESS unter polizeilicher Geheimdienstüberwachung. Das Ziel ist es, die innerhalb des ecuadorianischen Gesundheitssystems operierenden mafiösen Strukturen aufzudecken, die mutmaßlich in das Verbrechen verwickelt sind, sowie andere Angriffe gegen Mitarbeiter im Gesundheitswesen in Zukunft zu verhindern.

## Ehrung
Das Gebäude der nördlichen Außenstelle (Consulta Externa Norte) des Teodoro-Maldonado-Carbo-Krankenhauses wurde Nathaly López Borja gewidmet.